# Cuevas de Ogbunike
Cuevas de Ogbunike son un sistema de cuevas que se encuentran en estado de Anambra, al sudeste del país africano de Nigeria.
Están situadas en un valle cubierto por selva tropical, este grupo de cuevas ha sido utilizado durante siglos por los habitantes locales porque tiene cierta importancia espiritual para ellos. Este significado espiritual sigue siendo evidente, como cuando se produce el "Ime Ogbe" celebración se lleva a cabo cada año para conmemorar el descubrimiento de las cuevas. Los visitantes deben quitarse los zapatos antes de entrar en las cuevas, como manda la tradición.